# Challenge de France féminin 2003-2004
Navigation
Édition précédente Édition suivante
Le Challenge de France féminin 2003-2004 est la 3e édition du Challenge de France féminin.
Il s'agit d'une compétition à élimination directe ouverte à tous les clubs de football français ayant une équipe féminine, organisée par la Fédération française de football (FFF) et ses ligues régionales.
La finale a eu lieu le 12 juin 2004 au Stade Alexandre-Cueille à Tulle, et a été remporté par le FC Lyon face à l'US Compiègne sur le score de deux buts à zéro.

## Déroulement de la compétition
| Nom                                                          | Dates retenues   | Équipes participantes | Équipes restantes |
| Phase régionale                                              | Phase régionale  | Phase régionale       | Phase régionale   |
| ------------------------------------------------------------ | ---------------- | --------------------- | ----------------- |
| Selon les ligues                                             | Selon les ligues | -                     | 64                |
| Phase fédérale (entrée en lice des 20 équipes de Division 2) |                  |                       |                   |
| 1er tour fédéral                                             | 25 janvier 2004  | 84                    | 42                |
| 2e tour fédéral                                              | 15 février 2004  | 42                    | 21                |
| Phase finale (entrée en lice des 11 équipes de Division 1)   |                  |                       |                   |
| Seizièmes de finale                                          | 14 mars 2004     | 32                    | 16                |
| Huitièmes de finale                                          | 11 avril 2004    | 16                    | 8                 |
| Quarts de finale                                             | 2 mai 2004       | 8                     | 4                 |
| Demi-finales                                                 | 20 mai 2004      | 4                     | 2                 |
| Finale                                                       | 12 juin 2004     | 2                     | 1                 |

## Premier tour fédéral
Le premier tour fédéral est marqué par l'entrée en lice des 20 clubs de 2e division.

## Seizièmes de finale
Les seizièmes de finale sont marqués par l'entrée en lice des 11 clubs de la première division qui rejoignent les 11 clubs de deuxième division, les 6 clubs de troisième division et les 4 clubs de division d'honneur, déjà qualifiés pour ce tour de la compétition.
Les rencontres ont lieu le week-end du 14 mars 2004 et sont marquées par la performance du Mans UC, clubs de division 3, qui élimine le Paris SG, pensionnaire de division 1. Cependant, après un jugement de la Fédération française de football, les parisiennes sont qualifiées sur tapis vert.
| Date       | Club (division)                               | Score           | Club (division)                     |
| ---------- | --------------------------------------------- | --------------- | ----------------------------------- |
| 14/03/2004 | ASF Les Verchers (Division 3)                 | 0-3             | ASJ Soyaux (Division 1)             |
| 14/03/2004 | Saint-Herblain OC (Division 2)                | 4-0             | CPBB Rennes (Division 2)            |
| 14/03/2004 | Saint-Cyr-sur-Loire EB (Division d'Honneur)   | 0-2             | ESOFV La Roche-sur-Yon (Division 1) |
| 14/03/2004 | Tours FC (Division 2)                         | 3-4             | Stade briochin (Division 1)         |
| 14/03/2004 | Le Mans UC (Division 3)                       | 1-1 (Tab : 4-3) | Paris SG (Division 1)               |
| 14/03/2004 | FO Hem (Division d'Honneur)                   | 0-2             | Évreux ACF (Division 2)             |
| 14/03/2004 | AS Montigny (Division 2)                      | 0-2             | FCF Hénin-Beaumont (Division 1)     |
| 14/03/2004 | FCF Condéen (Division 2)                      | 0-1             | US Compiègne (Division 1)           |
| 14/03/2004 | FCF Juvisy (Division 1)                       | 4-0             | Saint-Memmie Olympique (Division 1) |
| 14/03/2004 | RCF Mâcon (Division 3)                        | 3-3 (Tab : 3-1) | VGA Saint-Maur (Division 3)         |
| 14/03/2004 | COM Bagneux (Division 2)                      | 1-0             | SC Schiltigheim (Division 2)        |
| 14/03/2004 | FC Vendenheim (Division 2)                    | 2-2 (Tab : 5-6) | Besançon RC (Division 3)            |
| 14/03/2004 | Celtic de Marseille (Division 3)              | 0-1             | Montpellier HSC (Division 1)        |
| 14/03/2004 | ES Vitrolles (Division d'Honneur)             | 1-0             | FCF Monteux (Division 2)            |
| 14/03/2004 | FC Nivolet (Division d'Honneur)               | 0-7             | Toulouse FC (Division 1)            |
| 14/03/2004 | Entente Saint-Maurice Yssingeaux (Division 2) | 0-3             | FC Lyon (Division 1)                |

## Huitièmes de finale
Lors des huitièmes de finale il ne reste plus que 10 clubs de première division accompagnés de 3 clubs de deuxième division et de 2 clubs de troisième division.
Les rencontres ont lieu le week-end du 11 avril 2004 et sont marquées par la performance de l'Évreux ACF, club de division 2, qui élimine le Stade briochin, pensionnaire de division 1.
| Date       | Club (division)                     | Score           | Club (division)                |
| ---------- | ----------------------------------- | --------------- | ------------------------------ |
| 11/04/2004 | Toulouse FC (Division 1)            | 2-2 (Tab : 3-2) | Montpellier HSC (Division 1)   |
| 11/04/2004 | FC Lyon (Division 1)                | 1-0             | COM Bagneux (Division 2)       |
| 11/04/2004 | ES Vitrolles (Division d'Honneur)   | 1-2             | Paris SG (Division 1)          |
| 11/04/2004 | Besançon RC (Division 3)            | 7-1             | RCF Mâcon (Division 3)         |
| 11/04/2004 | Évreux ACF (Division 2)             | 1-1 (Tab : 5-4) | Stade briochin (Division 1)    |
| 11/04/2004 | ASJ Soyaux (Division 1)             | 4-3             | Saint-Herblain OC (Division 2) |
| 11/04/2004 | FCF Hénin-Beaumont (Division 1)     | 0-3             | FCF Juvisy (Division 1)        |
| 11/04/2004 | ESOFV La Roche-sur-Yon (Division 1) | 0-0 (Tab : 2-3) | US Compiègne (Division 1)      |

## Quarts de finale
Lors des quarts de finale il ne reste plus que 6 clubs de première division accompagnés de l'Évreux ACF, dernier club de deuxième division et du Besançon RC, dernier club de troisième division.
À ce stade, les trois favoris pour la victoire finale sont le FCF Juvisy, le Toulouse FC et le FC Lyon, qui occupent les premières places de première division depuis plus de la moitié de la saison.
Les rencontres ont lieu le week-end du 25 avril 2004, à l’exception du match Évreux ACF-FC Lyon qui se joue le 2 mai 2004, et sont marquées par la performance du Besançon RC, club de division 3, qui élimine le FCF Juvisy, champion de France en titre.
| Date       | Club (division)           | Score           | Club (division)         |
| ---------- | ------------------------- | --------------- | ----------------------- |
| 25/04/2004 | US Compiègne (Division 1) | 0-0 (Tab : 6-5) | Paris SG (Division 1)   |
| 25/04/2004 | Besançon RC (Division 3)  | 3-2             | FCF Juvisy (Division 1) |
| 25/04/2004 | Toulouse FC (Division 1)  | 1-0             | ASJ Soyaux (Division 1) |
| 02/05/2004 | Évreux ACF (Division 2)   | 1-3             | FC Lyon (Division 1)    |

## Demi-finales
Lors des demi-finales il ne reste plus que trois clubs de première division et le surprenant club de troisième division, le Besançon RC.
Les rencontres ont lieu le 20 mai 2004 et voient le FC Lyon sortir vainqueur d'une finale avant l'heure face au Toulouse FC.
| Date       | Club (division)          | Score           | Club (division)           |
| ---------- | ------------------------ | --------------- | ------------------------- |
| 20/05/2004 | Toulouse FC (Division 1) | 2-5             | FC Lyon (Division 1)      |
| 20/05/2004 | Besançon RC (Division 3) | 1-1 (Tab : 2-4) | US Compiègne (Division 1) |

## Finale
La finale oppose deux clubs de première division, le FC Lyon, tenant du titre et qui participe pour la troisième fois consécutive à la finale de la compétition, et l'US Compiègne qui participe à la première finale de son histoire.
| 12 juin 2004 | FC Lyon                                             | 2-0   | US Compiègne | Stade Alexandre-Cueille, Tulle                    |                                                   |
|              | 20e Sandrine Brétigny · 52e (csc) Delphine Boitelle | (1-0) |              | Spectateurs : 250 Arbitrage : Karine Vives Solana | Spectateurs : 250 Arbitrage : Karine Vives Solana |
|              | Rapport                                             |       |              | Spectateurs : 250 Arbitrage : Karine Vives Solana | Spectateurs : 250 Arbitrage : Karine Vives Solana |

Compiègne : Nelly Mutnik, Vanessa Mellarini, Delphine Boitelle (capitaine), Erszébet Milassin, Cécile Beauvais, Caroline Vandenhove Tellier, Aurélie Hernas (Anaëlle Marme 62'), Alexandra Naessens, Sandrine Gugenheim (Christelle Papin 75'), Palmira Silva (Armelle Lago 69'), Marine Laignier, Entr.: Marc Grubski
Lyon : Aurore Pegaz, Floriane Chevreton, Cécile Locatelli (capitaine), Aurore Giraud, Sandrine Dusang (Anne-Laure Perrot 75'), Delphine Blanc (Cécilia Josserand 83'), Carole Granjon, Marianne Grangeon, Ludivine Bruet, Claire Morel, Sandrine Brétigny (Séverine Creuzet-Laplantes 68'), Entr.: Farid Benstiti